# Крайова група
Крайовська група (Чотирикутник), Крайовська четвірка або C4 — це проєкт співробітництва чотирьох європейських держав — Румунії, Болгарії, Греції та Сербії — з метою поглиблення їх євроінтеграції, а також економічної, транспортної та енергетичної співпраці між ними. Група виникла в результаті саміту глав урядів Болгарії, Румунії та Сербії, який відбувся 24 квітня 2015 року в румунському місті Крайова. На установчому засіданні групи тодішній прем'єр-міністр Румунії Віктор Понта зазначив, що його надихнула Вишеградська група. Румунія та Болгарія обидві приєдналися до Європейського Союзу 1 січня 2007 року, а Сербія веде переговори про вступ з січня 2014 року. Починаючи з жовтня 2017 року, на зустрічі у Варні, Болгарія, за участі Греції зустрічі стали чотиристоронніми.
Однією з перших ініціатив, після зустрічі у Відіні, Болгарія, було зміцнення телекомунікаційних мереж у прикордонних районах країн. Інші цілі включають допомогу Сербії у вступі до Європейського Союзу та будівництво автомагістралі, що з'єднає Бухарест, Софію та Белград.
2 листопада 2018 року прем'єр-міністр Болгарії Бойко Борисов заявив, що прем'єр-міністр Греції Алексіс Ципрас запропонував спільну заявку на проведення Чемпіонату світу з футболу 2030 року Болгарією, Румунією, Сербією та Грецією під час зустрічі в Салоніках.
«Цей формат консультацій надає чудову можливість зміцнити діалог і визначити шляхи співпраці в регіоні Південно-Східної Європи, особливо в плані економічного розвитку. Сьогодні ми обговорили економічну співпрацю, конкретні проекти, які можуть розвивати чотири держави, формат 16 + 1, а також зустріч, на якій ми конкретизуємо проекти, які ми сьогодні обговорювали», — заявила прем'єр-міністр Румунії Віоріка Денліче у суспільному прес-релізі у палаці Вікторія Разом із президентом Сербії та главами урядів Греції та Болгарії.

## Цілі
Основною метою Крайовської групи є співпраця між країнами в регіоні для посилення інтеграції Сербії, яка перебуває в процесі переговорів, до Європейського Союзу, а також розвиток економічних, енергетичних та транспортних зв’язків. 

## Дані про країни
| Назва          | Румунія                                              | Болгарія                                        | Греція                                          | Сербія                                          |
| -------------- | ---------------------------------------------------- | ----------------------------------------------- | ----------------------------------------------- | ----------------------------------------------- |
| Офіційна назва | România                                              | Република България / Republika Bŭlgariya        | λληνική Δημοκρατία                              | Република Србија / Republika Srbija             |
| Населення      | 19 051 562 (2023)                                    | 6 447 710 (2022)                                | 10 482 487 (2022)                               | 6 664 449 (2023)                                |
| Площа          | 238 397 км²                                          | 110 993,6 км²                                   | 131 957 км²                                     | 77 747 км² (без урахування Косово)              |
| Уряд           | Унітарна напівпрезидентська конституційна республіка | Унітарна парламентська конституційна республіка | Унітарна парламентська конституційна республіка | Унітарна парламентська конституційна республіка |
| Столиця        | Бухарест                                             | Софія                                           | Афіни                                           | Белград                                         |
| Офіційна мова  | Румунська                                            | Болгарська                                      | Грецька                                         | Сербська                                        |